# Stazione di Alba Adriatica-Nereto-Controguerra
La stazione di Alba Adriatica-Nereto-Controguerra è una stazione ferroviaria della ferrovia Adriatica a servizio dei comuni di Alba Adriatica, Nereto e Controguerra.

## Storia
La stazione in origine si chiamava "Tortoreto-Nereto-Controguerra", inaugurata nel maggio del 1863. Nel 1956 dopo un referendum si distaccò da Tortoreto il nuovo Comune di Alba Adriatica, fatto che portò la mutazione del nome della stazione in quello attuale "Alba Adriatica-Nereto-Controguerra".

## Strutture e impianti
Il gestore è RFI che la cataloga nella categoria Bronze.
Il piazzale ferroviario è dotato di due binari di corsa, serviti entrambi da una banchina su ogni lato, raggiungibili dal fabbricato viaggiatori mediante un sottopassaggio pedonale.

## Movimento
La stazione di Alba Adriatica-Nereto-Controguerra è servita da treni regionali di Trenitalia, Trasporto Unico Abruzzese e Trenitalia Tper.

## Servizi
- Biglietteria self-service
- Sala d'attesa
- Bar
- Edicola
- Sottopassaggio pedonale

## Interscambi
La stazione è servita da autolinee urbane e suburbane gestite dalla società TUA.
- Fermata autobus
- Stazione taxi